# Organisation horizontale
Une organisation horizontale est une entreprise qui a une structure organisationnelle ayant peu ou aucun niveau de séparation entre les employés et l’exécutif. L'idée derrière cette forme d'organisation est que les travailleurs sont bien plus productifs lorsqu'ils sont impliqués directement dans les processus de prise de décision plutôt qu'en étant simplement supervisés par plusieurs niveaux de management.

## Entreprises qui fonctionnent selon l'organisation horizontale
| Nom :                          | Domaine :                  | Effectif : | Lieu :                                                                  |
| ------------------------------ | -------------------------- | ---------- | ----------------------------------------------------------------------- |
| Motion twin                    | Studio de jeu vidéo        | 11         | - Bordeaux, France                                                      |
| Valve                          | Studio de jeu vidéo        | 360        | - Bellevue, Etats-Unis                                                  |
| Reaktor                        | Entreprise d'IA            | 550        | - New York - Amsterdam - Helsinki - Stockholm - Tokyo                   |
| Qamcom Research and Technology | Recherche et développement | 125        | - Göteborg - Stockholm - Linköping - Budapest - Greensboro - Wellington |
| Basecamp                       | Programmation Web          | 59         | - Chicago                                                               |
| Treehouse                      | Enseignement en ligne      | 43         | - Islande                                                               |
| The morning star company       | Agroalimentaire            | 400        | - Woodland                                                              |